# Maggie Walsh
Maggie Walsh est un personnage fictif de la série télévisée Buffy contre les vampires. Le personnage est interprété par Lindsay Crouse. Elle est l'antagoniste principale de la première partie de la Saison 4.

## Biographie fictive
Maggie Walsh apparaît dans la saison 4, à l'origine comme alliée de Buffy, mais devient une ennemie lorsqu'elle décide de tuer Buffy pour éliminer la menace qu'elle représente pour l'Initiative, projet gouvernemental secret qu'elle dirige. Sa couverture est d'être un professeur de psychologie de l'université de Sunnydale. Elle a comme assistant Riley Finn avec qui elle a une relation quasi-filiale. D'ailleurs la jalousie qu'elle éprouve quand Riley sort avec Buffy est la seconde raison, en plus de la curiosité mal placée de la Tueuse, pour laquelle elle essaie de l'éliminer dans l'épisode Piégée. Elle est à l'origine d'Adam, son projet secret, un hybride entre démon et robot d'une intelligence et d'une force immenses. Ce dernier la tue à la fin de l'épisode Piégée alors qu'elle projetait de l'utiliser contre Buffy. Mais une fois morte, son corps sert à Adam qui la réanime pour qu'elle l'assiste pour terminer le projet 314 ainsi que le docteur Angleman, second de Maggie et le seul à savoir la vérité sur le projet 314, qu'il tue dans Stress. Maggie Walsh et Angleman meurent définitivement quand Riley Finn arrache l'appareil qui les maintenait en vie alors qu'ils s'en prenaient à Buffy.

## Personnalité
Elle est intelligente, mais extrêmement froide et tente de tuer Buffy sans culpabiliser. Giles ne peut pas supporter son caractère, et fait tout pour lui faire peur (sous sa forme de démon dans l'épisode 314) ou l'énerver. Pour Lorna Jowett, Walsh est masculinisée par son triple rôle de professeur, scientifique et leader. Elle a été comparée à Victor Frankenstein, tous deux essayant de « compenser la vulnérabilité de l'être humain » en créant des monstres à partir de morceaux du corps humain.